# 石塚博久
石塚 博久 (いしづか ひろひさ、1962年 - ) は 日本のジャーナリストで 元日本経済新聞社記者、TBS報道局政治部政治担当解説委員。

## 来歴
東京都足立区生まれ。
早稲田大学卒業後、1986年 日本経済新聞社に入社。大阪本社に配属され証券部記者として活動。名古屋支社に異動し愛知県警察本部、名古屋市役所等の取材を経て、1990年より東京本社に異動。政治部記者として、首相官邸クラブ(海部政権)、野党クラブ（社会党土井委員長、田辺委員長）、平河クラブ（自民党竹下派担当、1992年竹下派分裂）等を担当した。1996年3月 日本経済新聞社を退社。
同年 TBSに移籍入社。報道局に配属。報道局政治部では 新進党クラブ、平河クラブ（自民党 橋本派担当）、外務省（田中真紀子外務大臣）等を担当。その後は『筑紫哲也NEWS23（後のNEWS23）』ディレクター、デスクを経て、『時事放談』の制作プロデューサーとなった。